# Daisuke Nitta
Daisuke Nitta (japanisch 新田 大介 Nitta Daisuke; * 11. Mai 1980 in der Präfektur Miyazaki) ist ein ehemaliger japanischer Fußballspieler.

## Karriere
Nitta erlernte das Fußballspielen in der Schulmannschaft der Hosho High School. Seinen ersten Vertrag unterschrieb er 1999 bei den Avispa Fukuoka. Der Verein spielte in der höchsten Liga des Landes, der J1 League. Am Ende der Saison 2001 stieg der Verein in die J2 League ab. Danach spielte er bei den Shizuoka FC (2003), Okinawa Kariyushi FC (2004) und SC Tottori (2005). Ende 2005 beendete er seine Karriere als Fußballspieler.